# Augustus Hare
Augustus John Cuthbert Hare, född den 13 mars 1834 i Rom, död den 22 januari 1903, var en engelsk skriftställare, brorson till Augustus William Hare.
Hare studerade med förkärlek de italienska städernas konst och fornminnen, vilka han skildrade i ett stort antal av honom själv illustrerade arbeten, till exempel Walks in Rome. Han skrev även Sketches in Holland and Scandinavia (1885), Biographical Sketches (1895) och rätt utförliga levnadsminnen, Story of my Life (6 band, 1896–1900). Han var 1878–1879 ledsagare åt kronprins Gustaf på dennes långvariga utländska resa.